# Подґаєк
Подґаєк (пол. Podgajek) — село в Польщі, у гміні Пшитик Радомського повіту Мазовецького воєводства.
Населення — 674 особи (2011).
У 1975-1998 роках село належало до Радомського воєводства.

## Демографія
Демографічна структура станом на 31 березня 2011 року:
|          | Загалом | Допрацездатний вік | Працездатний вік | Постпрацездатний вік |
| -------- | ------- | ------------------ | ---------------- | -------------------- |
| Чоловіки | 334     | 75                 | 234              | 25                   |
| Жінки    | 340     | 80                 | 199              | 61                   |
| Разом    | 674     | 155                | 433              | 86                   |